# Valea Mare, Olt
Valea Mare là một xã thuộc hạt Olt, România. Dân số thời điểm năm 2002 là 4040 người.